# Korsaranthus
Korsaranthus is een geslacht van zeeanemonen uit de familie van de Actiniidae.

## Soort
- Korsaranthus natalensis (Carlgren, 1938)